# Handbal la Jocurile Olimpice de vară din 1936 - Echipele
Acest articol prezintă echipele care au luat parte la turneul de handbal de la Olimpiada din 1936, desfășurată în Germania, prima competiție de handbal care s-a desfășurat la acest nivel.

## Grupa A

### Germania
Germania a prezentat o echipă cu 22 de jucători.
Antrenor principal: Otto-Günther Kaundinya
| Nr. | Post     | Nume              | Data nașterii (vârsta) | Înălțime | Selecții | Goluri | Echipă                 |
| --- | -------- | ----------------- | ---------------------- | -------- | -------- | ------ | ---------------------- |
|     | Fundaș   | Willy Bandholz    | 5 martie 1913          |          | 5        | 0      | Oberalster VfW         |
|     | Atacant  | Wilhelm Baumann   | 12 august 1912         |          | 2        | 13     | SC Charlottenburg      |
|     | Atacant  | Helmut Berthold   | 19 aprilie 1911        |          | 3        | 10     | Sportfreunde Leipzig   |
|     | Atacant  | Helmut Braselmann | 18 septembrie 1911     |          | 2        | 6      | TuRa Barmen            |
|     | Mijlocaș | Wilhelm Brinkmann | 25 noiembrie 1910      |          | 3        | 2      | TuRU Düsseldorf        |
|     | Atacant  | Georg Dascher     | 27 iunie 1911          |          | 3        | 0      | Militär-SV Darmstadt   |
|     | Mijlocaș | Kurt Dossin       | 28 martie 1913         |          | 2        | 2      | MTSA Leipzig           |
|     | Atacant  | Fritz Fromm       | 12 aprilie 1913        |          | 3        | 6      | Akademischer TV Berlin |
|     | Mijlocaș | Hermann Hansen    | 31 noiembrie 1912      |          | 2        | 0      | Polizei SV Hamburg     |
|     | Atacant  | Erich Herrmann    | 31 mai 1914            |          | 3        | 6      | Berliner SV 92         |
|     | Portar   | Heinrich Keimig   | 12 iunie 1913          |          | 1        | 0      | Militär-SV Darmstadt   |
|     | Mijlocaș | Hans Keiter       | 22 martie 1910         |          | 3        | 2      | RSV Mülheim            |
|     | Atacant  | Alfred Klingler   | 25 octombrie 1912      |          | 3        | 17     | Militär-SV Magdeburg   |
|     | Fundaș   | Arthur Knautz     | 20 martie 1911         |          | 3        | 0      | MSV Hindenburg Minden  |
|     | Portar   | Heinz Körvers     | 3 iulie 1915           |          | 2        | 0      | MSV Hindenburg Minden  |
|     | Portar   | Karl Kreutzberg   | 15 februarie 1912      |          | 2        | 0      | VfB 08 Aachen          |
|     | Fundaș   | Wilhelm Müller    | 5 decembrie 1909       |          | 2        | 0      | Waldhof Mannheim       |
|     | Atacant  | Günther Ortmann   | 30 noiembrie 1916      |          | 2        | 7      | Borussia Carlowitz     |
|     | Atacant  | Edgar Reinhardt   | 21 mai 1914            |          | 2        | 4      | RSV Mülheim            |
|     | Atacant  | Fritz Spengler    | 6 septembrie 1908      |          | 2        | 2      | Waldhof Mannheim       |
|     | Mijlocaș | Rudolf Stahl      | 11 februarie 1912      |          | 2        | 0      | Militär-SV Darmstadt   |
|     | Atacant  | Hans Theilig      | 12 august 1914         |          | 3        | 19     | Oberalster VfW         |

### Statele Unite
Statele Unite au prezentat o echipă cu 14 jucători.
Antrenor principal: 
| Nr. | Post     | Nume                | Data nașterii (vârsta) | Înălțime | Selecții | Goluri | Echipă                     |
| --- | -------- | ------------------- | ---------------------- | -------- | -------- | ------ | -------------------------- |
|     | Mijlocaș | William Ahlemeyer   | 20 iulie 1907          |          | 3        |        | German-American AC Queens  |
|     | Atacant  | Walter Bowden       | 29 decembrie 1910      |          | 3        |        | German Sport Club Brooklyn |
|     | Fundaș   | Charles Dauner      | 5 ianuarie 1912        |          | 1        | 0      | German Sport Club Brooklyn |
|     | Fundaș   | Edward Hagen        | 4 martie 1908          |          | 2        | 0      | Cake Bakers Sport Club     |
|     | Atacant  | Joe Kaylor          | 6 iulie 1916           |          | 3        | 1      | Deutscher Sport Club NY    |
|     | Atacant  | Fred Leinweber      | 17 martie 1915         |          | 3        |        | German Sport Club Brooklyn |
|     | Portar   | Henry Oehler        | 22 martie 1916         |          | 3        | 0      | German Sport Club Brooklyn |
|     | Mijlocaș | Otto Oehler         | 25 noiembrie 1913      |          | 1        | 0      | German Sport Club Brooklyn |
|     | Mijlocaș | Herbert Oehmichen   | 14 august 1915         |          | 2        |        | German-American AC Queens  |
|     | Atacant  | Willy Renz          | 24 mai 1916            |          | 3        |        | Cake Bakers Sport Club     |
|     | Fundaș   | Alfred Rosesco      | 1 ianuarie 1914        |          | 3        | 0      | German Sport Club Brooklyn |
|     | Mijlocaș | Edmund Schallenberg | 11 octombrie 1913      |          | 3        |        | German Sport Club Brooklyn |
|     | Atacant  | Gerard Yantz        | 27 iunie 1916          |          | 3        |        | German Sport Club Brooklyn |
|     |          | Philip Schupp       |                        |          | 0        | 0      | Statele Unite ale Americii |

### Ungaria
Ungaria a prezentat o echipă cu 21 de jucători. Numele a cinci dintre ei nu se cunosc.
| Nr. | Post              | Nume            | Data nașterii (vârsta) | Înălțime | Selecții | Goluri | Echipă                 |
| --- | ----------------- | --------------- | ---------------------- | -------- | -------- | ------ | ---------------------- |
|     | Fundaș            | Antal Benda     | 14 aprilie 1910        |          | 4        | 0      | Újpesti Torna Egylet   |
|     | Atacant           | Sándor Cséfai   | 13 august 1904         |          | 3        | 2      | Elektromos MSE         |
|     | Atacant           | Ferenc Cziráki  | 19 noiembrie 1913      |          | 4        | 0      | Újpesti Torna Egylet   |
|     | Atacant           | Miklós Fodor    | 3 septembrie 1908      |          | 4        | 4      | Elektromos MSE         |
|     | Mijlocaș          | Lőrinc Galgóczi | 24 septembrie 1911     |          | 4        | 0      | Újpesti Torna Egylet   |
|     | Fund./Mijl./Atac. | János Koppány   | 13 februarie 1908      |          | 4        | 0      | Elektromos MSE         |
|     | Mijlocaș          | Lajos Kutasi    | 12 octombrie 1915      |          | 4        |        | Elektromos MSE         |
|     | Portar            | Tibor Máté      | 14 decembrie 1914      |          | 2        | 0      | Vívó és Atlétikai Club |
|     | Fundaș/Mijl.      | Imre Páli       | 6 noiembrie 1909       |          | 2        | 0      | Újpesti Torna Egylet   |
|     | Mijlocaș          | Ferenc Rákosi   | 25 noiembrie 1910      |          | 4        | 1      | Elektromos MSE         |
|     | Atacant           | Endre Salgó     | 11 decembrie 1913      |          | 3        | 6      | Vívó és Atlétikai Club |
|     | Fundaș            | István Serényi  | 26 august 1911         |          | 4        | 0      | Vívó és Atlétikai Club |
|     | Atacant           | Sándor Szomori  | 6 noiembrie 1910       |          | 3        |        | Újpesti Torna Egylet   |
|     | Atacant           | Gyula Takács    | 4 septembrie 1914      |          | 4        | 5      | MAFC                   |
|     | Portar            | Antal Újváry    | 16 martie 1907         |          | 3        | 0      | Elektromos MSE         |
|     | Atacant           | Ferenc Velkey   | 15 noiembrie 1915      |          | 3        |        | Elektromos MSE         |

## Grupa B

### Austria
Austria a prezentat o echipă cu 22 de jucători.
Antrenor principal:
| Nr. | Post     | Nume               | Data nașterii (vârsta) | Înălțime | Selecții | Goluri | Echipă            |
| --- | -------- | ------------------ | ---------------------- | -------- | -------- | ------ | ----------------- |
|     | Apărător | Franz Bartl        | 7 ianuarie 1915        |          | 3        | 0      | Austria           |
|     | Atacant  | Franz Berghammer   | 20 noiembrie 1913      |          | 2        | 5      | Austria           |
|     | Atacant  | Franz Bistricky    | 26 iulie 1914          |          | 2        |        | Austria           |
|     | Apărător | Franz Brunner      | 7 ianuarie 1915        |          | 2        | 0      | GAK Graz          |
|     | Mijlocaș | Johann Houschka    | 21 octombrie 1914      |          | 2        | 0      | Austria           |
|     | Mijlocaș | Emil Juracka       | 11 iunie 1912          |          | 3        |        | Austria           |
|     | Atacant  | Ferdinand Kiefler  | 4 august 1913          |          | 4        | 12     | Austria           |
|     | Atacant  | Josef Krejci       | 2 martie 1911          |          | 2        |        | Wiener Sport-Club |
|     | Mijlocaș | Otto Licha         | 2 noiembrie 1912       |          | 3        |        | Austria           |
|     | Portar   | Friedrich Maurer   | 18 iunie 1912          |          | 2        | 0      | Wiener Sport-Club |
|     | Atacant  | Anton Perwein      | 10 noiembrie 1911      |          | 3        |        | Austria           |
|     | Atacant  | Siegfried Powolny  | 20 septembrie 1915     |          | 2        | 5      | Austria           |
|     | Mijlocaș | Siegfried Purner   | 16 februarie 1915      |          | 2        | 0      | Austria           |
|     | Atacant  | Walter Reisp       | 5 noiembrie 1910       |          | 2        | 5      | GAK Graz          |
|     | Atacant  | Alfred Schmalzer   | 28 octombrie 1912      |          | 2        |        | Austria           |
|     | Portar   | Alois Schnabel     | 27 februarie 1910      |          | 3        | 0      | Austria           |
|     | Atacant  | Ludwig Schuberth   | 24 iulie 1911          |          | 2        | 4      | Austria           |
|     | Apărător | Johann Tauscher    | 31 martie 1909         |          | 3        |        | Austria           |
|     | Atacant  | Jaroslav Volak     | 7 iulie 1915           |          | 3        | 5      | Austria           |
|     | Mijlocaș | Leopold Wohlrab    | 22 martie 1912         |          | 3        |        | Austria           |
|     | Apărător | Friedrich Wurmböck | 2 august 1903          |          | 2        | 0      | Austria           |
|     | Mijlocaș | Johann Zehetner    | 4 septembrie 1912      |          | 2        | 0      | Austria           |

### Elveția
Elveția a prezentat o echipă cu 17 de jucători.
| Nr. | Post     | Nume                | Data nașterii (vârsta) | Înălțime | Selecții | Goluri | Echipă                  |
| --- | -------- | ------------------- | ---------------------- | -------- | -------- | ------ | ----------------------- |
|     | Mijlocaș | Max Blösch          | 27 iunie 1908          |          | 1        | 0      | Elveția                 |
|     | Mijlocaș | Rolf Fäs            | 18 octombrie 1916      |          | 5        | 1      | Rotweiss Basel          |
|     | Mijlocaș | Burkhard Gantenbein | 14 august 1912         |          | 2        | 0      | Grasshopper Club Zürich |
|     | Portar   | Willy Gysi          | 9 ianuarie 1918        |          | 2        | 0      | Elveția                 |
|     | Mijlocaș | Erland Herkenrath   | 24 septembrie 1912     | 1,84 m   | 5        | 0      | Grasshopper Club Zürich |
|     | Atacant  | Ernst Hufschmid     | 9 octombrie 1910       |          | 5        | 1      | ATV Basel               |
|     | Atacant  | Willy Hufschmid     | 9 octombrie 1918       |          | 3        | 1      | ATV Basel               |
|     | Atacant  | Werner Meyer        | 30 mai 1914            |          | 3        | 3      | ATV Basel               |
|     | Atacant  | Georg Mischon       | 28 august 1907         |          | 4        | 3      | Elveția                 |
|     | Atacant  | Willy Schäfer       | 30 aprilie 1913        |          | 1        | 2      | Elveția                 |
|     | Atacant  | Werner Scheurmann   | 27 septembrie 1909     |          | 1        | 0      | Stadtpolizei Zürich     |
|     | Portar   | Edy Schmid          | 3 mai 1911             |          | 3        | 0      | Grasshopper Club Zürich |
|     | Fundaș   | Erich Schmitt       | 6 august 1909          |          | 5        | 0      | Grasshopper Club Zürich |
|     | Atacant  | Eugen Seiterle      | 7 decembrie 1913       |          | 3        | 0      | Grasshopper Club Zürich |
|     | Atacant  | Max Streib          | 20 decembrie 1912      |          | 5        | 2      | Elveția                 |
|     | Fundaș   | Robert Studer       | 17 februarie 1912      |          | 4        | 0      | Elveția                 |
|     | Atacant  | Rudolf Wirz         | 28 ianuarie 1918       |          | 3        | 0      | ATV Basel               |

### România
România a prezentat o echipă cu 19 jucători.
Antrenor principal: Hans Schuschnig
| Nr. | Post             | Nume                  | Data nașterii (vârsta) | Înălțime | Selecții | Goluri | Echipă                  |
| --- | ---------------- | --------------------- | ---------------------- | -------- | -------- | ------ | ----------------------- |
|     | Portar           | Stefan Zoller         | 27 august 1914         |          | 2        | 0      | Hermannstädter TV       |
|     | Portar           | Péter Fecsi           | 21 iulie 1905          |          | 1        | 0      | Viforul Dacia București |
|     | Fundaș           | Karl Haffer           | 2 noiembrie 1912       |          | 3        |        | Hermannstädter TV       |
|     | Fundaș           | Friedrich Haffer      | 26 mai 1914            |          | 3        |        | Hermannstädter TV       |
|     | Mijlocaș         | Robert Speck          | 28 aprilie 1909        |          | 3        |        | Hermannstädter TV       |
|     | Atacant          | Wilhelm Zacharias     | 7 martie 1914          |          | 2        |        | Hermannstädter TV       |
|     | Mijlocaș         | Alfred Höchsmann      | 1 aprilie 1909         |          | 3        |        | Hermannstädter TV       |
|     | Atacant          | Friedrich Halmen      | 2 aprilie 1912         |          | 3        |        | Hermannstädter TV       |
|     | Atacant          | Günter Schorsten      | 14 aprilie 1916        |          | 2        |        | Hermannstädter TV       |
|     | Mijlocaș/Atacant | Wilhelm Heidel        | 28 februarie 1916      |          | 3        | 1      | Hermannstädter TV       |
|     |                  | Johann Sonntag        |                        |          | 0        | 0      | Hermannstädter TV       |
|     | Atacant          | Hans Georg Herzog     | 7 mai 1915             |          | 1        |        | Hermannstädter TV       |
|     | Atacant          | Wilhelm Kirschner     | 9 decembrie 1911       |          | 3        | 2      | Hermannstädter TV       |
|     | Atacant          | Hans Hermannstädter   | 6 februarie 1918       |          | 1        |        | Hermannstädter TV       |
|     |                  | Drăgan Comănescu      |                        |          | 0        | 0      | Viforul Dacia București |
|     | Mijlocaș         | Hans Zikeli           | 3 octombrie 1910       |          | 2        |        | Mediascher Turnverein   |
|     | Mijlocaș         | Bruno Holzträger      | 29 iulie 1916          |          | 1        |        | Mediascher Turnverein   |
|     |                  | Friedrich Kasemiresch |                        |          | 0        | 0      | Mediascher Turnverein   |
|     |                  | Stippi Orendi         |                        |          | 0        | 0      | Kronstadter Turnverein  |